# Mur cyklopowy

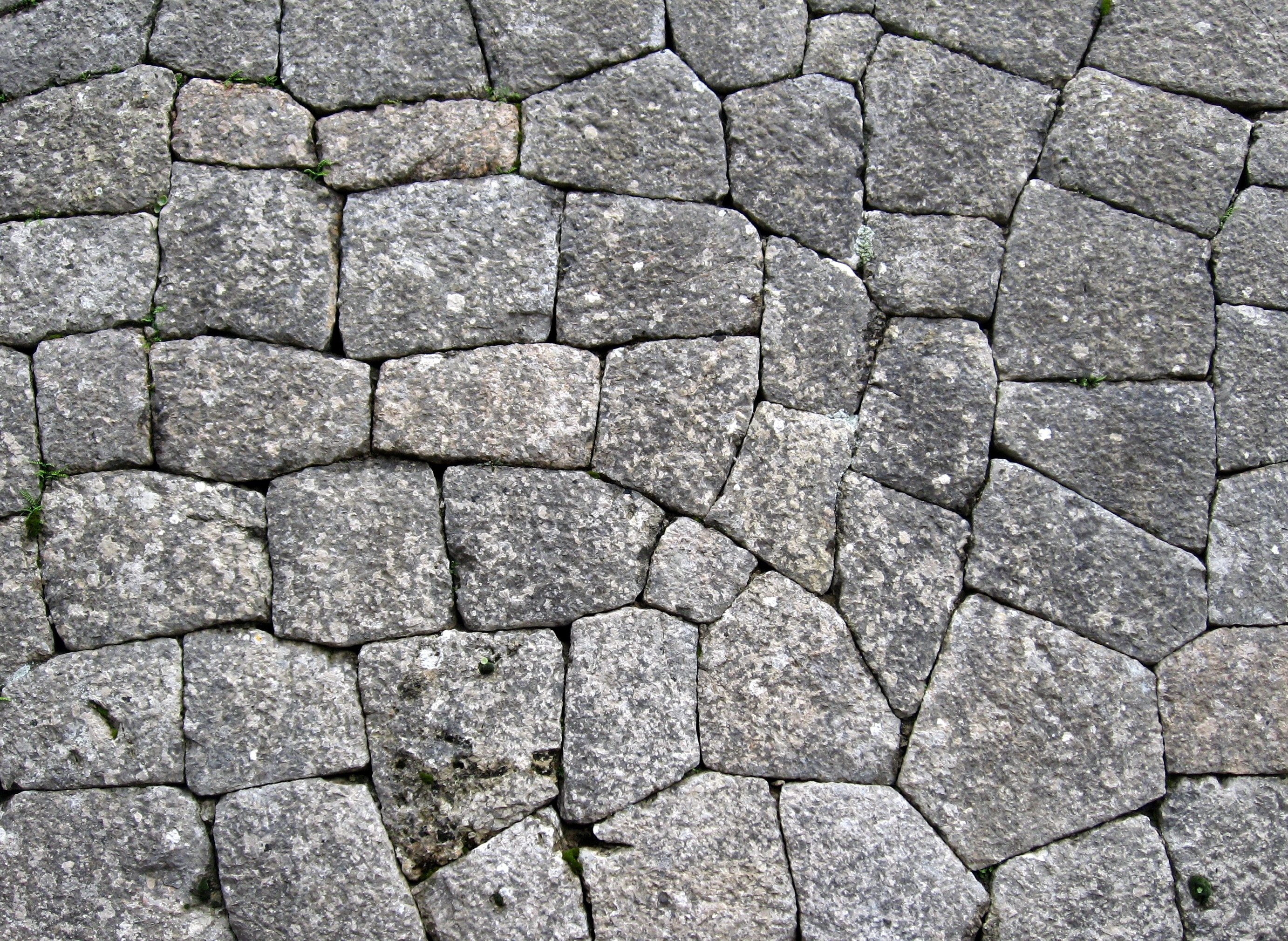
mur cyklopowy

Mur cyklopowy – mur skonstruowany z wielkich, niemal nieobrobionych kamieni dopasowanych do siebie w miarę możliwości. Luki między nimi wypełniono ziemią oraz drobnymi kamieniami.
Dawniej – konstrukcja z okresu kultury egejskiej i mykeńskiej, zbudowana z potężnych bloków skalnych układanych poziomo. Ich powstanie przypisywano Cyklopom.